# Accada quel che accada
Accada quel che accada (En mai, fais ce qu'il te plaît) è un film del 2015 diretto da Christian Carion.

## Trama
Nel 1939 il vedovo Hans fugge dalla Germania nazista con il figlioletto Max prima di essere arrestato perché membro della Resistenza, e si trasferisce in Francia, in un villaggio del Pas-de-Calais, come cittadino belga. A seguito di un errore di Max, cui sfuggono delle parole in tedesco, l'uomo, sospettato di essere una spia, è messo in prigione. Proprio in quei giorni, nel maggio 1940 (da cui il titolo originale che tradotto suona A maggio, fa quel che ti piace), si diffondono voci allarmanti sull'approssimarsi dei tedeschi alle porte di Arras. Il sindaco Paul, con la moglie Mado, decide di partire verso la costa e di raggiungere Dieppe, dove possono contare sulla protezione dell'esercito francese. Max, protetto dalla maestra del villaggio Suzanne, parte con loro assieme a tutti gli abitanti del villaggio. Si forma così un convoglio guidato dal sindaco che si mette in cammino. Hans è lasciato in prigione in quanto si crede che al loro arrivo i tedeschi lo libereranno.
Subito dopo, durante la battaglia di Arras, Hans ha l'occasione di fuggire di prigione. Si allea con lo scozzese Percy, il cui battaglione è stato completamente distrutto e ora spera di unirsi ai francesi, e con Albert, un abitante del villaggio che non ha fatto in tempo a partire perché — causa una sbornia — privo di sensi in cantina, e insieme a loro inizia la ricerca del figlio. Albert regala a Percy una cornamusa appartenuta a un soldato durante il primo conflitto mondiale.
Hans può seguire l'itinerario preso dalla carovana con cui è Max, perché il bambino ha avuto la geniale idea di lasciare una scritta sulle lavagne delle scuole site nei villaggi incontrati lungo il percorso. A un certo punto Hans e i suoi amici incrociano una squadra tedesca di scorta a un cineoperatore impegnato nella realizzazione di filmati di propaganda. Ai prigionieri che portano con sé fanno credere di avere una possibilità di salvezza, dandogli pochi istanti di vantaggio, nei quali hanno l'opportunità di afferrare armi lasciate a terra e mettersi in salvo correndo per la boscaglia. In realtà le armi sono caricate a salve: l'atroce beffa è finalizzata esclusivamente a filmare una fittizia scena di guerra come se fosse vera. I tedeschi riescono a catturare Albert, che viene giustiziato, mentre Hans e Percy, che vedono tutto, sono nascosti al sicuro in un casolare.
Intanto, il convoglio cui è aggregato Max è vittima di un bombardamento nemico. Il fuggi fuggi generale causa lo smarrimento di Max, costretto a proseguire da solo; Suzanne, che lo cerca disperata ma senza successo, deve, suo malgrado, continuare con gli altri. Nel frattempo Hans e Percy incontrano un distaccamento di truppe francesi. Percy si fa garante per Hans e conferma che trattansi di un cittadino belga i cui documenti sono andati perduti. Gli amici si lasciano con la promessa che Hans fa a Percy di andare in Inghilterra per unirsi alla Resistenza come esperto delle comunicazioni radio.
Mentre la carovana dei profughi si divide in due tronconi; l'uno, capitanato dal sindaco Paul, che vuole tornare indietro; e l'altro, che intende avanzare, Max incontra un soldato tedesco morente. L'uomo affida al ragazzino, suo connazionale, i propri documenti perché siano consegnati ai tedeschi e poi alla famiglia.
La squadra che accompagna il cineasta fa prigioniero Percy e altri uomini. Quando Percy è costretto a suonare la cornamusa davanti alla cinepresa, con un gelso fulmineo s'impadronisce della pistola del regista e fa fuoco, uccidendolo, per cadere a sua volta sotto il fuoco degli altri tedeschi.
Fortunosamente, quando ormai Hans, sfinito, crolla a terra, è riconosciuto da Max che ha trascorso la notte in un rifugio lì vicino. I due possono riabbracciarsi dopo tanto penare. Max racconta al padre del soldato tedesco; insieme si recano sul posto dov'è il cadavere e Hans ne indossa i vestiti. In una Francia occupata, egli può ora raccontare la storia di essere un soldato ferito in cerca del suo battaglione e passare i posti di blocco. Lungo la via Hans e Max s'imbattono nel gruppo guidato da Paul. Suzanne, che è con il sindaco, lascia i suoi e raggiunge il piccolo Max.

## Produzione
L'idea del film muove dall'esodo di otto milioni di francesi nel maggio del 1940, allorché l'esercito tedesco invase il Belgio e la Francia passando per il Massiccio delle Ardenne. La stessa madre di Christian Carion fu tra quanti lasciarono le loro case e si misero in marcia con pochi mezzi per sfuggire ai tedeschi. Coloro che il maresciallo Petain chiamò «disertori», sono per Carion dei «dimenticati dalla storia ufficiale» e anche il cinema se n'è occupato ben poco. Il suo lavoro ha voluto ricordare quell'episodio e a tal fine, per restare ancorato alla verità storica, in fase di sceneggiatura ha usato diverse testimonianze dirette, raccolte personalmente dopo aver fatto un appello pubblico.

### Riprese
La pellicola è stata girata nell'estate del 2014 nella regione del Nord-Passo di Calais e, in particolare, nei dintorni del comune di Lebucquière, luoghi cari al regista per essere quelli dove ha vissuto una parte della sua infanzia.

## Colonna sonora
La colonna sonora originale, candidata al Premio César, è state composta da Ennio Morricone, suonata con l'Orchestra Roma Sinfonietta e registrata presso lo Studio Forum della capitale. 
Nel film sono presenti anche musiche non originali, quali due brani di Franz Schubert, due canzoni di Jean Sablon, un pezzo della Piaf e uno di Ray Ventura.